# Meriones tamariscinus
Meriones tamariscinus (Меріонес тамариксовий) — вид родини мишеві (Muridae).

## Опис
Довжина від голови до крупа в середньому 15—18 см, довжина хвоста близько 15 см. Забарвлення спини варіює від жовтого до піщаного або сірого, в деяких випадках може бути темно-коричневим, низ білий або блідий. Волосся на спині з чорними кінчиками, надаючи бокам тіла світлішого зовнішнього вигляду. Хвістове волосся стає довгим і густим до кінчика.

## Поширення
Країни поширення: Китай, Казахстан, Киргизстан, Монголія, Росія, Таджикистан, Туркменістан, Узбекистан. Мешкає в чагарникових заростях заплав та лісосмугах, також оазах і чагарникових напівпустелях з деяким трав'яним покривом. У деяких частинах північно-західного діапазону, вид розширює свій ареал і зайнявши нові землі, які з'явилися з висиханням Каспійського моря, проте в регіоні Аральського моря ареал виду залишився колишнім, незважаючи на наявність нових земель.

## Звички
Живе в сімейних групах, іноді утворюючи невеликі колонії без соціальної структури. Крім насіння, значна частина раціону складається з вегетативних частин рослин. Репродукція починається в лютому-березні (західна частини діапазону) або в березні-квітні (східні частини діапазону) і триває близько шести місяців. Інтенсивність розмноження зменшується в спекотні місяці. Самиці, які перезимували, зазвичай дають до трьох приплодів на рік, молоді самиці зазвичай починають відтворення в червні. Виводок — приблизно 4—5 дитинчат.

## Загрози та охорона
Жодні серйозні загрози для цього виду не відомі. Цей вид зустрічається в деяких охоронних територіях.